# Milford (Massachusetts)
Milford és una població dels Estats Units a l'estat de Massachusetts. Segons el cens del 2000 tenia 25.152 habitants.

## Demografia
Segons el cens del 2000, Milford tenia 26.799 habitants, 10.420 habitatges, i 7.200 famílies. La densitat de població era de 708,7 habitants/km².
Dels 10.420 habitatges en un 33,4% hi vivien nens de menys de 18 anys, en un 54% hi vivien parelles casades, en un 11,2% dones solteres, i en un 30,9% no eren unitats familiars. En el 25,6% dels habitatges hi vivien persones soles el 9,5% de les quals corresponia a persones de 65 anys o més que vivien soles. El nombre mitjà de persones vivint en cada habitatge era de 2,54 i el nombre mitjà de persones que vivien en cada família era de 3,08.
Per edats la població es repartia de la següent manera: un 24,8% tenia menys de 18 anys, un 6,5% entre 18 i 24, un 33,2% entre 25 i 44, un 22,6% de 45 a 60 i un 12,9% 65 anys o més.
L'edat mediana era de 37 anys. Per cada 100 dones de 18 o més anys hi havia 90,6 homes.
La renda mediana per habitatge era de 50.856 $ i la renda mediana per família de 61.029$. Els homes tenien una renda mediana de 42.173 $ mentre que les dones 30.989$. La renda per capita de la població era de 23.742$. Entorn del 5,8% de les famílies i el 7,2% de la població estaven per davall del llindar de pobresa.

## Fills il·lustres
- Joseph Edward Murray (1919 - 2012) cirurgià, Premi Nobel de Medicina o Fisiologia de l'any 1990.